# Emplesiogonus
Emplesiogonus is een geslacht van spinnen uit de  familie van de Thomisidae (krabspinnen).

## Soorten
- Emplesiogonus scutulatus (Simon, 1903)
- Emplesiogonus striatus (Simon, 1903)